# Екзит пол
Екзит пол (от английски exit poll) е допитване до гласоподавателите за техния вот веднага след като те напуснат избирателните секции. Тези експресни проучвания се правят обикновено от наети от медиите частни социологически агенции, за да бъдат получени ранни индикации за развоя на резултатите в изборния ден (тъй като фактическите резултати на база преброяване на гласовете отнема между един и няколко дни).
И в исторически, и в международен план, екзит полът се ползва за паралелно преброяване на гласовете, с цел да се предотврати евентуална подмяна на вота. Примери за това приложение на екзит пола са Венецуелския референдум, 2004, изборите за президент в Украйна, 2004, и изборите за президент в САЩ, 2004.
Широко разпространената критика към практиката на екзит пола е, че междинните резултати от това проучване често биват обявявани преди края на изборния ден, като така евентуално се оказва въздействие върху електората, който още не е стигнал до урните. В някои страни, като Великобритания, публикуването на резултатите от екзит пола преди приключване на изборния ден се счита за криминално деяние, а в други, като Нова Зеландия и Сингапур, този вид проучвания на общественото мнение са изцяло забранени.
В България практиката на екзит пола е регламентирана от закона. Оповестяването на резултатите от него е разрешено след приключване на гласуването. Според чл. 204, ал. 3 от Изборния кодекс „Резултатите от социологическите проучвания се оповестяват след 20,00 ч. на изборния ден.". Социологическите агенции, обаче твърдят че това изискване не покрива Интернет,   социалните мрежи и публикуват резултати в You Tybe, Facebook и пр. 